# Djimon Hounsou
Djimon Gaston Hounsou (Cotonou, 24 april 1964) is een in Benin geboren acteur, danser en model die zich liet naturaliseren tot inwoner van de Verenigde Staten. Hij werd in 2004 genomineerd voor een Academy Award voor zijn bijrol in In America en in 2007 nogmaals voor Blood Diamond. Hij kreeg meer dan tien acteerprijzen daadwerkelijk toegekend, waaronder een National Board of Review Award voor Blood Diamond en een Golden Satellite Award voor In America.

## Biografie
Hounsou emigreerde op zijn dertiende samen met zijn broer naar Parijs. Hij leefde daar op straat totdat hij werd ontdekt door de modeontwerper Thierry Mugler, die hem een baan als model gaf. Zijn modellenwerk leidde hem naar het acteren. Hounsou maakte zijn filmdebuut in Without You I'm Nothing uit 1990.
Hounsou werd genomineerd voor een Golden Globe Award voor zijn rol als Cinqué in de film Amistad van Steven Spielberg. Nog bekender werd hij als Juba, in de film Gladiator (2000). Hij werd genomineerd voor een Academy Award voor de beste bijrol voor de film In America in 2004, wat hem de eerste zwarte Afrikaan maakte met een Oscar-nominatie.

Behalve in films verscheen Hounsou verschillende keren in televisieseries. Zo had hij in 1990 een eenmalig gastrolletje in Beverly Hills, 90210 en speelde hij in 1999 zes afleveringen Mobalage Ikabo in ER. Hounsou gaf gestalte aan Kazari Bomani tijdens drie afleveringen van Alias in 2003 en 2004.
Op 24 februari 2007 werd bekendgemaakt dat Hounsou het nieuwe Calvin Klein-ondergoedmodel zou worden.
Hounsou is middels een Afrikaanse rite getrouwd met actrice/producent Kimora Lee. Dit huwelijk is niet rechtsgeldig in het westen, waar het stel verloofd is. Samen kregen ze op 30 mei 2009 een zoon. Sinds 2012 is het stel uit elkaar.

## Filmografie
- A Quiet Place: Day One (2024) - Henri (man op eiland)
- Rebel Moon – Part Two: The Scargiver (2024) - Titus
- Rebel Moon – Part One: A Child of Fire (2023) - Titus
- Gran Turismo (2023) - Steve Mardenborough
- Shazam! Fury of the Gods (2023) - The Wizard
- Black Adam (2022) - The Wizard
- A Quiet Place Part II (2020) - Henri (man op eiland)
- Charlie's Angels (2019) - Edgar Bosley
- Shazam! (2019) - The Wizard
- Captain Marvel (2019) - Korath
- Serenity (2019) - Duke
- Aquaman (2018) - The Fisherman King
- Same Kind of Different as Me (2017) - Denver
- King Arthur: Legend of the Sword (2017) - Bedivere
- The Legend of Tarzan (2016) - Chief Mbonga (film)
- Air (2015) - Cartwright
- Furious 7 (2015) - Terrorist
- Seventh Son (2014) - Radu
- Guardians of the Galaxy (2014) - Korath the Pursuer
- Baggage Claim (2013) - Quinton
- Forces spéciales (2011) - Kovax
- The Tempest (2011) - Caliban
- Elephant White (2011) - Curtie Church
- Push (2009) - Henry Carver
- Never Back Down (2008) - Jean Roqua
- Eragon (2006) - Ajihad
- Blood Diamond (2006) - Solomon Vandy
- The Island (2005) - Albert Laurent
- Beauty Shop (2005) - Joe
- Constantine (2005) - Midnite
- Blueberry (2004) - Woodhead
- Lara Croft Tomb Raider: The Cradle of Life (2003) - Kosa
- Biker Boyz (2003) - Motherland
- Heroes (2002) - Mystery Man
- In America (2002) - Mateo
- The Four Feathers (2002) - Abou Fatma
- Le boulet (2002) - Det. Youssouf
- The Tag (2001) - Marshall
- Gladiator (2000) - Juba
- Deep Rising (1998) - Vivo
- Ill Gotten Gains (1997) - Fyah
- Amistad (1997) - Cinque
- The Small Hours (1997) - Djimon Housoun
- Stargate (1994) -  Horus
- Unlawful Entry (1992) -  Gevangene
- Without You I'm Nothing (1990) - Ex-vriend

## Televisie
- What If...? (2021) - Korath (stem, 1 aflevering)
- Wayward Pines (2016) - CJ Mitchum (8 afleveringen)
- Black Panther (2010) - Black Panther (stem, 6 afleveringen)
- Alias (2003-2004) - Kazari Bomani (3 afleveringen)
- Soul Food (2001) - Victor Onuka (1 aflevering)
- The Wild Thornberrys (2000) - Villager (stem, 1 aflevering)
- ER (1999) - Mobalage Ikabo (6 afleveringen)
- Beverly Hills, 90210 (1990) - Portier (1 aflevering)